# Idioma lutos
Lutos (también conocida como ruto) es una lengua perteneciente al grupo de las lenguas sudánicas centrales, hablada en la República Centroafricana y Chad. Dentro de esta lengua, se distinguen dos dialectos principales: el lutos/ruto y el nduka.

## Fonología
|            |            | Labial | Alveolar | Vuelto hacia atrás | Palatal | Velar | labiovelar | glotal |
| ---------- | ---------- | ------ | -------- | ------------------ | ------- | ----- | ---------- | ------ |
| Explosiva  | oral       | pb     | td       |                    |         | kg    | kp gb      |        |
| Explosiva  | nasal      | ᵐb     | ⁿd       |                    |         | ᵑg    | ᵑᵐgb       |        |
| Implosivo  | Implosivo  | ɓ      | ɗ        |                    |         |       |            |        |
| Fricativa  | oral       | fv     | s z      |                    |         |       |            | h      |
| Fricativa  | nasal      | ᵐv     | ⁿz       |                    |         |       |            |        |
| Nasal      | Nasal      | m      | n        |                    | ɲ       |       |            |        |
| aproximado | aproximado | w      | r, l     | ɽ                  | j       |       |            |        |

- /s/ puede oírse a veces como [ʃ] sílaba final

|            | Frente | Central   | Atrás     |
| ---------- | ------ | --------- | --------- |
| Alto       | i iː   |           | u uː ũ ũː |
| Medio alto | eẽ     | ə         | o oː õ õː |
| Medio-bajo | ɛ      |           | ɔ ɔː ɔ̃ ɔ̃ː |
| Bajo       |        | a aː ã ãː |           |

Además, existe el diptongo /ua/. No se puede alargar ni nasalizar.
Lutos tiene tres tonos: agudo, medio y grave.